# Борин До
Борин До је насеље у Србији у општини Власотинце у Јабланичком округу. Према попису из 2022. било је 50 становника.

## Географија
Село, окренуто према јужној страни, се налази у једној заравни и благој падини, једним делом у подножју планине Висока чука на надморској висини између 500 и 800 метара, рачунајући и махалу Џакмонове. Локација села је на десној страни реке Власине, а ближе је према селу Свође него према Власотинцу. Главно насеље је повезано макадамским путем са асфалтним путем Власотинце-Свође код махале Камењари.

## Легенде
Некада је на месту села била борова шума, а и данас има угљенисаних остатка те шуме по долинама. По једној легенди је због те борове шуме село добило назив Борин Дол. По другој легенди име потиче по Бори који се доселио из Дола.

## Демографија
У насељу Борин До живи 133 пунолетна становника, а просечна старост становништва износи 54,0 година (51,5 код мушкараца и 56,4 код жена). У насељу има 62 домаћинства, а просечан број чланова по домаћинству је 2,39.
Ово насеље је у потпуности насељено Србима (према попису из 2002. године), а у последња три пописа, примећен је пад у броју становника.
|  |

| Демографија | Демографија | Демографија |
| Година      | Становника  | Становника  |
| ----------- | ----------- | ----------- |
| 1948.       | 671         |             |
| 1953.       | 677         |             |
| 1961.       | 686         |             |
| 1971.       | 541         |             |
| 1981.       | 364         |             |
| 1991.       | 226         | 226         |
| 2002.       | 148         | 148         |
| 2011.       | 108         |             |
| 2022.       | 50          |             |

| Етнички састав према попису из 2002.‍ | Етнички састав према попису из 2002.‍ | Етнички састав према попису из 2002.‍ | Етнички састав према попису из 2002.‍ | Етнички састав према попису из 2002.‍ |
| ------------------------------------ | ------------------------------------ | ------------------------------------ | ------------------------------------ | ------------------------------------ |
|                                      |                                      |                                      |                                      |                                      |
| Срби                                 | Срби                                 |                                      | 148                                  | 100,0%                               |

| Година пописа     | 1948. | 1953. | 1961. | 1971. | 1981. | 1991. | 2002. |
| ----------------- | ----- | ----- | ----- | ----- | ----- | ----- | ----- |
| Број домаћинстава | 110   | 107   | 132   | 123   | 105   | 84    | 62    |

| Број чланова      | 1  | 2  | 3 | 4 | 5 | 6 | 7 | 8 | 9 | 10 и више | Просек |
| ----------------- | -- | -- | - | - | - | - | - | - | - | --------- | ------ |
| Број домаћинстава | 13 | 34 | 4 | 4 | 3 | 4 | 0 | 0 | 0 | 0         | 2,39   |

| Пол    | Укупно | Неожењен/Неудата | Ожењен/Удата | Удовац/Удовица | Разведен/Разведена | Непознато |
| ------ | ------ | ---------------- | ------------ | -------------- | ------------------ | --------- |
| Мушки  | 66     | 11               | 50           | 4              | 1                  | 0         |
| Женски | 70     | 4                | 50           | 15             | 1                  | 0         |
| УКУПНО | 136    | 15               | 100          | 19             | 2                  | 0         |

| Пол    | Укупно                    | Пољопривреда, лов и шумарство | Рибарство                            | Вађење руде и камена | Прерађивачка индустрија       |
| ------ | ------------------------- | ----------------------------- | ------------------------------------ | -------------------- | ----------------------------- |
| Мушки  | 16                        | 2                             | 0                                    | 0                    | 8                             |
| Женски | 1                         | 1                             | 0                                    | 0                    | 0                             |
| УКУПНО | 17                        | 3                             | 0                                    | 0                    | 8                             |
| Пол    | Производња и снабдевање   | Грађевинарство                | Трговина                             | Хотели и ресторани   | Саобраћај, складиштење и везе |
| Мушки  | 0                         | 2                             | 1                                    | 0                    | 0                             |
| Женски | 0                         | 0                             | 0                                    | 0                    | 0                             |
| УКУПНО | 0                         | 2                             | 1                                    | 0                    | 0                             |
| Пол    | Финансијско посредовање   | Некретнине                    | Државна управа и одбрана             | Образовање           | Здравствени и социјални рад   |
| Мушки  | 0                         | 0                             | 0                                    | 0                    | 0                             |
| Женски | 0                         | 0                             | 0                                    | 0                    | 0                             |
| УКУПНО | 0                         | 0                             | 0                                    | 0                    | 0                             |
| Пол    | Остале услужне активности | Приватна домаћинства          | Екстериторијалне организације и тела | Непознато            | Непознато                     |
| Мушки  | 0                         | 0                             | 0                                    | 3                    | 3                             |
| Женски | 0                         | 0                             | 0                                    | 0                    | 0                             |
| УКУПНО | 0                         | 0                             | 0                                    | 3                    | 3                             |

### Становништво
Место је насељавано у више наварата. У првом село је насељено на месту звано селиште, а друго насељавање се састојало од изградње четири куће. Треће насељивање (Тупански Дел) је извршено из старог дела, а чинили су га Цукуровићи из Горњег Дејана. Рашинска фамилија је добила назив зато што се доселила из Рашке. На школи постоји спомен плоча палим родољубима и жртвама фашизма у Другом светском рату. Миграције едукованих становника су ишле према Власотинцу, Београду и Војводини.

## Занимљивости из прошлости
Влајко Чукуровић (*1892), мештанин Бориног Дола, је као учесник ратова од 1912. до 1918. године, као ратник Моравске дивизије, препешачио до и преко Албаније. По преносима старијих мештана се у времену смењивања столећа на саборима власотиначког краја свирало у зурле и тупан (бубањ), док је клане (кланет) изашао 1903. године. Трубачи су почели да свирају 1920. године.
Тодор Стојановић, мештанин Бориног Дола (махала Џакмaновo), је био учесник ратова од 1912. до 1918. године као официр (капетан) Моравске дивизије Војске Краљевине Србије. Прешао је преко Албаније до Вида на Крфу и касније учествовао у пробоју Солунског фронта.
Светозар Лепојевић (1894—1980) прешао Албанију у Првом светском рату и учествовао у пробоју Солунског фронта.

## Познате личности
- Градимир Петровић, српски сликар